# Paul Roland
Paul Roland (Kent, 6 settembre 1959) è un cantautore, giornalista e scrittore britannico.
La sua carriera incomincia nel 1979, nel momento più acuto della transizione fra punk e new wave. Pur rimanendo una figura complessivamente periferica della neopsichedelia inglese, Roland si è guadagnato negli anni un appassionato seguito di pubblico - specialmente in Germania e in Italia - che ne ha riconosciuto il talento poliedrico e la capacità di rielaborare, nelle sue canzoni, un immaginario tutto personale a metà fra gotico e fiabesco, nella linea dei Tyrannosaurus Rex del suo idolo Marc Bolan. Descritto dal collega Robyn Hitchcock come "il Kate Bush maschio", e dalla rivista musicale francese Les Inrockuptibles "il Lord Byron del rock", Roland è stato riconosciuto da Joshua Pfeiffer dei Vernian Process come un precursore della sottocultura steampunk. Negli anni, Paul Roland ha realizzato ben diciassette album in studio, uno dal vivo e svariati singoli, fra cui il più celebre è probabilmente Gabrielle, del 1987. Ai suoi lavori come musicista ha affiancato un'intensa attività editoriale, pubblicando, oltre a due biografie di Bolan e a una di H.P. Lovecraft, volumi su delitti irrisolti e fenomeni paranormali.
Dopo aver vissuto a lungo in Germania, al momento risiede nel Cambridgeshire con la sua famiglia.

## Carriera musicale
Roland esordisce nel 1979, ma il vero esordio data all'anno successivo, quando pubblica con il nome "Midnight Rags" l'LP The Werewolf of London, in una prima versione con la Ace Record e quindi, con una tracklist modificata e diverse tracce reincise, con la Armageddon Records. Il disco, che contiene classici come Blades of Battenburg (qui Blades of Battenberg) e la (quasi) title track Werewolves of London, mostra già alcuni tratti che rimarranno delle costanti nel corso della carriera di Roland: pezzi di breve durata, spesso orecchiabili e dalla linea melodica ben definita, ispirati al periodo hippy di Marc Bolan e caratterizzati da una forte attenzione alla dimensione letteraria dei testi. Queste influenze lo situano al di fuori del circuito punk che domina la scena inglese al tempo: collabora con il manager dei Roxy Music David Einthoven e con la vedova di Bolan, June - entrambi considerano la possibilità di produrlo - e, soprattutto, con Robyn Hitchcock, sotto contratto con la sua stessa casa discografica e come lui impegnato nel recupero della psichedelia inglese degli ultimi anni '60. Successivamente, attraverso la sua attività di giornalista, gli capita di intervistare Sterling Morrison, Moe Tucker e Nico, ai quali - per antica fedeltà ai Velvet Underground - propone di realizzare un disco insieme: della cosa non si farà nulla, anche a causa della morte di Morrison, ma Roland inciderà le canzoni, molti anni dopo, in Bates Motel (Sireena, 2012).
Nella seconda metà degli anni '80 Roland realizza quelli considerati, a oggi, i suoi lavori più riusciti, e in primo luogo Danse macabre (Bam Caruso), del 1987, da cui viene tratto il singolo Gabrielle: le tematiche dell'occulto e del soprannaturale si sposano a una scrittura tersa e piena di riferimenti letterari e alla perdurante influenza dei sixties, testimoniata dal recupero della Mathilda Mother scritta da Syd Barrett per i primi Pink Floyd. Nei dischi di questo periodo - A Cabinet of Curiosities (New Rose, 1987) e Happy Families (New Rose, 1988) - Roland combina rock, folk e sonorità medievali e rinascimentali, cercando un dialogo con la musica classica attraverso contaminazioni ispirate a Michael Nyman: l'operazione raggiunge l'apice con Duel (New Rose, 1989), che si conclude con una suite in tre parti, The King Must Die, dal sapore quasi progressive.
Nei dischi successivi, Roland prosegue la sua ricerca musicale, esibendosi nel frattempo in vari paesi europei - Germania, Italia, Francia, Grecia - ma anche negli Stati Uniti e in Giappone. Nel 1997 decide di prendersi una pausa dalla sua carriera di musicista per dedicarsi ai figli e alla scrittura. Ritorna sulla scena nel 2002, e nel 2004 pubblica il suo nuovo disco, Pavane, con l'etichetta Gaslight Records, da lui stesso fondata. Mentre incomincia una sistematica riedizione della discografia precedente, a volte in versione rimasterizzata o con l'aggiunta di bonus track, negli album successivi Roland tenta nuove vie e approcci differenti: laddove Re-Animator (Black Widow Records, 2007) segna un ritorno al rock, chiamando a raccolta musicisti della scena di Canterbury per affrontare tematiche ispirate ai racconti di Howard Phillips Lovecraft, Nevermore (Syborgmusic, 2008) recupera le atmosfere di Edgar Allan Poe e Jules Verne, mentre Grimm (Syborgmusic, 2011) è ispirato fin dal titolo alle fiabe più "nere" dei fratelli Grimm, ed è suonato interamente dall'autore.
Nel 2013 esce Hexen (Palace of Worms, seguito da Professor Moriarty's Jukebox (Sireena, 2014), frutto di sessioni live in studio e "Bitter and Twisted" (Sireena, 2016 che contiene un nuovo hit "Hugo"). Nel frattempo Roland partecipa al festival Musiche Nuove a Piacenza dove riallaccia la vecchia amicizia con il giornalista di Rockerilla Max Marchini che ha appena "ereditato" la Manticore Records da Greg Lake e fondato le indipendenti Unifaun Productions e Dark Companion. Roland propone a Marchini un'idea che ha da anni nel cassettoː una sonorizzazione del film "White Zombie" con Bela Lugosi e gli invia i nastri registrati un decennio prima.
Nel gennaio del 2017, prodotto da Max Marchini per la sua etichetta Dark Companion, esce quello che per molta critica è il capolavoro di Rolandː "White Zombie" per la Unifaun Productions (sussidiaria della Dark Companion) nel quale la musica originale di Roland viene arrangiata in un'alternanza di canzoni spettrali e musica incidentale che sente influenze che dai Residents dai Eskimo vanno al primo Doctor John.
Roland stesso viene convinto a cantare e suonare, l'album vede la collaborazione di Paolo Tofani degli Area, della vocalist e polistrumentista Annie Barbazza, nell'album anche batterista, e altri ancora. Roberto Curti scrive 14 pagine sull'album per la rivista Blow Up. Nello stesso anno esce anche la prima raccolta esaustiva di testi in un libro e una biografia su Paul scritta in italiano da Roberto Curti che ne curerà anche la versione in lese uscita, come la raccolta di testi "selected lyrics", per la Dark Companion.
La collaborazione tra Paul e l'etichetta Italiana sfocia anche nella rivisitazione dell'album "Grimm", vero disco solista di Paul, suonato e registrato completamente da solo, uscito di catalogo nel 2011 e qui affidato a Mick Crossley aka Flyte Reaction che aggiunge spezie psichedeliche e riarrangia il disco che diviene un altro successo, uscito nel 2018, "Grimmer Than Grimm", sempre per la Unifaun Productions, sottoetichetta della Dark Companion.
Nel 2017 Paul suona con il suo quintetto elettrico (Roland - voce e chitarra; Mick Crossley chitarra elettrica e cori; Annie Barbazza - basso e voce; Violet The Cannibal - drums; Jenny Benwell - electric violin) in un festival metal in Danimarca, ottenendo uno strepitoso successo.
Un nuovo album, "1313 Mocking Bird Lane", dal sapore sixties, con la partecipazione di Annie Barbazza, è uscito per la Unifaun Productions il 6 settembre 2019 assieme a un singolo promozionale, "Summer Of Love". Sempre per la sussisiaria della Dark Companion, la Unifaun Productions esce "Liar of the White Worm" nel 2020, nel quale partecipa anche Annie Barbazza.
Nel 2022, con Dark Companion, presenta le sue opere musicali in Italia ed Europa con Annie Barbazza (basso e cori); Christian Castelletti (chitarre e cori); Alex Canella (batteria).

## Poetica e influenze
La musica di Paul Roland, pur germinando nel contesto del punk britannico e della new wave di fine anni '70, è legata a influenze che precedono cronologicamente il punk e, per l'epoca, decisamente controcorrente: oltre a Marc Bolan - musicista a cui Roland ha dedicato due biografie, Electric Warrior nel 1979 e Cosmic Dancer nel 2013 - e alla psichedelia inglese degli anni '60, Roland ha dichiarato il proprio debito artistico con band progressive come i Jethro Tull, gli Yes e gli Hawkwind, oltre che con le composizioni di Michael Nyman, specie quelle per il film I misteri del giardino di Compton House. Egli ha inoltre espresso ammirazione per i Creedence Clearwater Revival e per la tecnica compositiva di John Fogerty, che assieme al rock'n'roll e al rockabilly statunitense degli anni '50 gli avrebbero insegnato a sintetizzare le proprie idee in pezzi brevi e orecchiabili, caratterizzati da strutture armoniche ben identificabili da un groove incalzante. I dischi di Roland contengono a volte delle cover, fra le quali spiccano la già menzionata Mathilda Mother di Syd Barrett (da The Piper at the Gates of Dawn dei Pink Floyd, del 1967, e ripresa in Danse macabre), Matty Groves, originariamente incisa dalla Fairport Convention in Liege & Lief e riproposta da Roland in Masque (New Rose, 1990), e Venus in Furs dei Velvet Underground, inclusa in Strychnine (New Rose, 1992).
I testi presentano un approccio largamente citativo e segnato da un alto livello di letterarietà: Roland omaggia spesso i suoi autori preferiti - per la maggior parte del XIX secolo, come Poe o i poeti romantici e vittoriani - privilegiando chiaramente le tematiche dell'occulto e del soprannaturale e le atmosfere horror.

## Carriera come scrittore
Al giornalismo e alla critica musicale, attività nella quale spiccano le due biografie dedicate a Marc Bolan, Paul Roland ha affiancato un'imponente produzione saggistica e divulgativa su temi come la reincarnazione, la meditazione, i legami fra il nazismo e l'occulto, la Qabbalah e i delitti irrisolti (in particolare quelli di Jack lo Squartatore). Nel suo The Complete Book of Ghosts, pubblicato da Arcturus Press nel 2007, Roland suggerisce come i fantasmi siano proiezioni extracorporee di viventi, e non anime di defunti.

## Discografia parziale

### Album in studio
- 1980 - The Werewolf of London (pubblicato come "Midnight Rags", Ace Record)
- 1986 - House of dark shadows (Pastell Records)
- 1987 - Danse Macabre (Bam Caruso)
- 1987 - A Cabinet of Curiosities (New Rose Records)
- 1988 - Happy Families (New Rose Records)
- 1989 - Duel (New Rose Records)
- 1990 - Masque (New Rose Records)
- 1991 - Roaring Boys (New Rose Records)
- 1992 - Strychnine (New Rose Records)
- 1994 - Sarabande (Gaslight Records)
- 1997 - Gargoyles (Gaslight Records)
- 2004 - Pavane (Gaslight Records)
- 2007 - Re-Animator (Syborgmusic)
- 2008 - Nevermore (Syborgmusic)
- 2011 - Grimm (Syborgmusic)
- 2013 - Bates Motel (Sireena)
- 2013 - Hexen (Palace of Worms)
- 2014 - Professor Moriarty's Jukebox (Sireena)
- 2015 - Bitter and Twisted (Sireena Records)
- 2016 - House of Dark Shadows
- 2016 - In the Opium Den The Early Recordings
- 2017 - White Zombie (Unifaun Productions)
- 2018 - Grimmer Than Grimm (Unifaun Productions)
- 2019 - 1313 Mocking Bird Lane (Unifaun Productions)
- 2020 - Liar Of The White Worm (Unifaun Productions)
- 2022 - Through The Spectral Gate with Mick Crossley (Unifaun Productions)
- 2023 - Wyrd Tales Of An Antiquary (Unifaun Productions)

### Album dal vivo
- Live in Germany, (Gaslight Records)

### Demo
- 2009 - Re-Animator (Syborgmusic)
- 2009 - Nevermore (Syborgmusic)

### Raccolte
- 1988 - Confessions of an Opium Eater (Di Di Music)
- 1995 - Waxworks (Strange Ways Records)
- 2003 - Gaslight Tales (Last Call Records)
- 2010 - In Memoriam 1980-2010 (Gaslight Records)